# لجنة شو 1929

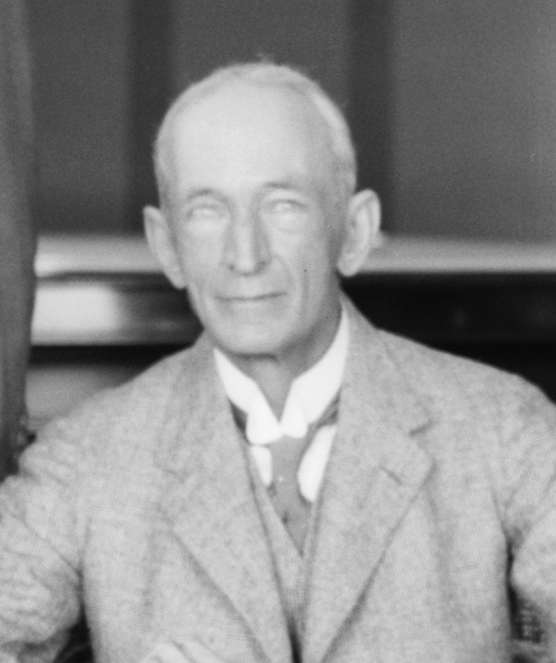
والتر شو

تقرير شو Shaw Report، يعرف رسمياً باسم تقرير لجنة اضطرابات فلسطين أغسطس 1929، وشهرته لجنة شو Shaw Commission، كان نتيجة لجنة تحقيق البريطانية، برئاسة سير والتر شو، والتي تشكلت للتحقيق في أحداث العنف في فلسطين والتي وقعت في أواخر أغسطس 1929. صدر تقرير اللجنة في مارس 1930 وأدى لتأسيس تحقيق هوب سيمبسون في مايو 1930. خلُص التقرير إلى أن أسباب الاضطرابات كان منبعه مخاوف العرب من الهجرة اليهودية المستمرة وشراء الأراضي، والذي أثر بشكل خاص بين طبقة العرب الذين لا يملكون الأراضي. تكرر هذا لاحقاً في تحقيق هوب سمبسون وورقة باسفيلد البيضاء التالية، ودعا كلاهما للحد من الهجرة اليهودية إلى فلسطين.

## التاريخ لجنة

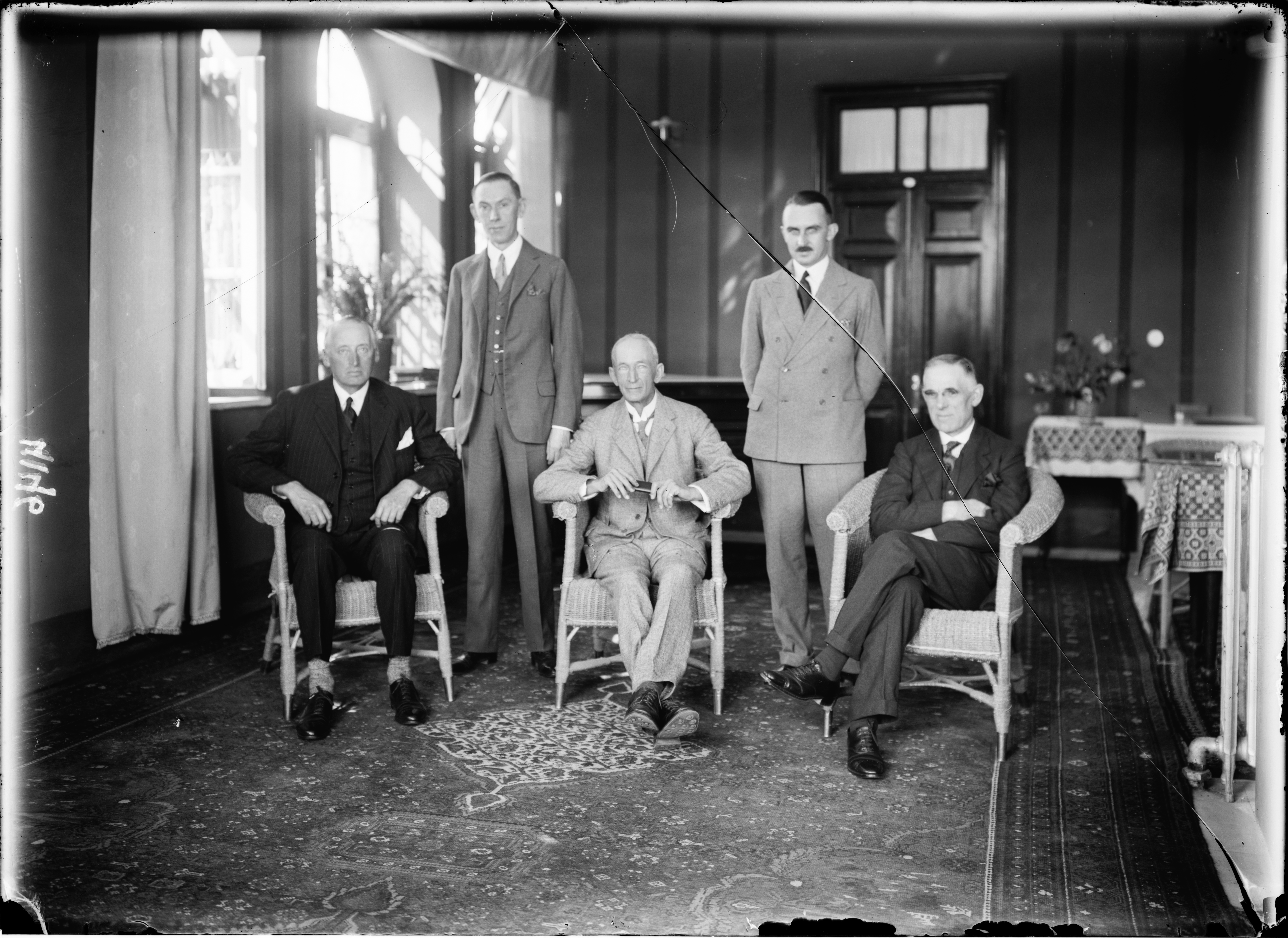
لجنة شو، أكتوبر 1929، القدس.

كانت لجنة التحقيق البريطانية برئاسة سير والتر شو (قاضي)، قاضي مرموق، وتألفت من ثلاثة أعضاء من البرلمان البريطاني، هنري بترتون بارون أول رشكليفت (المحافظين)، رايز هوبكين موريس (ليبرالي)، و هاري سنل، بارون أول (العمال). كان هدف اللجنة البحث في أسباب اندلاع أعمال العنف في فلسطين في أواخر أغسطس 1929، والتي أسفرت عن مقتل 234 يهودي وعربي.
p. 125</ref>

## التوصيات
أوصت اللجنة، وخاصة فيما يخص المتظاهرين أنفسهم، بما يلي:
- اندلاع أعمال العنف في القدس في 23 أغسطس كانت بدايته هجوم شنه العرب على اليهود والذين لا ذنب لهم في حوادث القتل السابقة التي اقترفها اليهود من قبل.
- لم يكن انتشار أعمال العنف مقصوداً.
- [الاضطرابات] أخذت في معظمها، هجوم شرس من العرب على اليهود صاحبه تدمير للممتلكات اليهودية. تم تفادي وقوع مذبحة عامة للجالية اليهودية في الخليل. في بعض الحالات، هاجم اليهود العرب ودمروا ممتلكاتهم. هذه الهجمات، وإن كانت لا يمكن التغاضي عنها، كانت في معظم الحالات انتقاماً من الأخطاء التي ارتكبها العرب بالفعل في الحي الذي وقعت فيه الهجمات اليهودية.
- لم يكن المقصود بتلك الاضطرابات القيام بثورة ضد السلطات البريطانية في فلسطين.
- الدور الذي لعبه في تشكيل التجمعات للدفاع عن الأماكن الإسلامية المقدسة وفي أنشطة هذه التجمعات، كان المفتي متأثراً برغبته في مواجهة اليهود وتعبئة الرأي العام الإسلامي ضد حائط البراق. ولم يكن لديه نية في استخدام هذه الحملة الدينية لإشعال فوضى.
- فيما يخص الأفعال الجديدة التي تمارس [عند حائط البراق] .. يمكن إلقاء بعض اللوم على المفتي ولا يمكن أن يشاركه في ذلك السلطات الدينية اليهودية.
- ليس هناك دليل على أن المفتي قد أصدر أي مطالبات للمسلمين في فلسطين بالمجيء للقدس في 23 أغسطس وليس هناك صلة بين المفتي وتلك الأعمال التي اقترفت سواء من المتظاهرين أو المحرضين على التظاهر.
- بعد اندلاع الاضطرابات شارك المفتي مع الحكومة في الجهود المبذولة لاستعادة السلام ومنع تزايد الاضطرابات.
- ليس هناك لوم على الحكومة البريطانية لفشلها في توفير التعزيزات المسلحة، منع الحرائق، والتهم المماثلة.
- عندما تتزايد المؤسسات والهجرة اليهودية القدرة الاستيعابية للبلاد، فسوف يعود ذلك بالنفع على فلسطين والذي سوف يتقاسمه السكان العرب.
- ومع ذلك، فنحن نعتبر أن المزاعم والمطالب من الجانب الصهيوني قد تطورت لمستقبل الهجرة اليهودية إلى فلسطين والتي أثارت المخاوف بين العرب من أن يتسبب هذا في حرمانهم من سبل المعيشة وهيمنة اليهود على الحياة السياسية.

## وصلات خارجية
- حائط البراق - مجلة المجتمع
- تقرير اللجنة الدولية المقدم إلى عصبة الأمم عن حائط البراق : (1) - (2) - (3) - (4)